# Хэшань (Хэнань)
Хэша́нь (кит. упр. 鹤山, пиньинь Hèshān) — район городского подчинения городского округа Хэби провинции Хэнань (КНР).

## История
В марте 1957 года в связи с началом добычи каменного угля в этих местах из уезда Танъинь был выделен город Хэби, получивший статус города провинциального подчинения. 18 декабря 1961 года из Хэшаньской угледобывающей коммуны (鹤山煤矿人民公社) был выделен Комитет района Хэшань (鹤山区公所). В связи с бурным ростом населения подконтрольная Комитету территория была в июне 1963 года сильно увеличена. В 1974 году был официально образован район Хэшань города Хэби.
В 1986 году был образован городской округ Хэби, и районы бывшего города Хэби стали районами городского округа Хэби.

## Административное деление
Район делится на 5 уличных комитетов, 1 посёлок и 1 волость.